# Coccocypselum capitatum
Coccocypselum capitatum là một loài thực vật có hoa trong họ Thiến thảo. Loài này được (Graham) C.B.Costa & Mamede mô tả khoa học đầu tiên năm 2006.